# Estación Tambo Nuevo
Tambo Nuevo fue una estación de ferrocarril ubicada en el paraje rural del mismo nombre, a 7 km de la ciudad de Pergamino, en el partido homónimo, provincia de Buenos Aires, Argentina.

## Ubicación e Infraestructura
En esta zona, la vía no se encuentra operativa, mientras la propia exestación ha sido totalmente abandonada. Posteriormente vandalizada, hurtada y destruida por el pasar del tiempo. Sus vías e instalaciones se encuentran a cargo de la empresa estatal Trenes Argentinos Cargas.
La fachada sobre el camino vecinal, el espacio circundante y la cara que da al andén, todo cubierto o bordeado por una espesa floresta que impide atreverse más allá de sus dominios. Tampoco hay señales de las vías y menos de alguna otra infraestructura que pudiera haber completado el conjunto del predio.

## Historia
Fue construida por la Compañía General de Ferrocarriles en la Provincia de Buenos Aires en 1908, como parte de la vía que llegó a Rosario en ese mismo año.